# Christian T. Petersen (Sprachwissenschaftler)

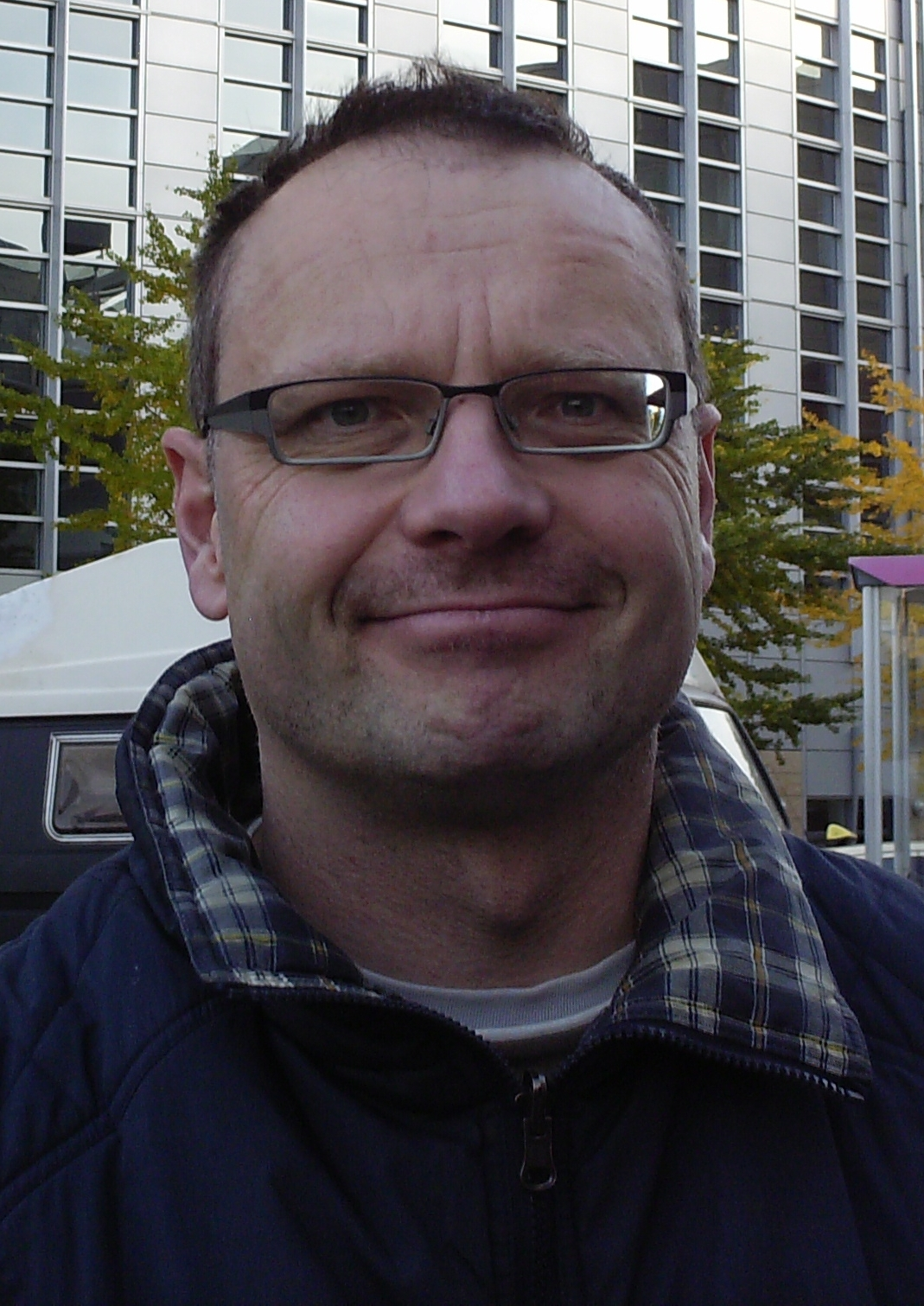
Petersen während der Buchmesse in Frankfurt 2010

Christian Tobias Petersen (* 1963) ist ein deutscher Historiker und Indogermanist.

## Leben
Petersen studierte Sprachwissenschaften und Theologie in Irland und den USA, hauptsächlich aber an der Universität Kiel. Dort examinierte er 1992 und wurde 1999 promoviert. Seitens der historisch-diachronen Linguistik ist er Schüler von Ernst A. Ebbinghaus, Werner Winter und Anatoly Liberman, seitens der Theologie und Kirchengeschichte ein solcher von Martin Metzger, Herbert Donner, Knut Schäferdiek, Reinhart Staats und Klaus Fitschen. 
Petersen publiziert im Bereich Germanistik, besonders über die gotische Sprache. Dazu zählt die Reihe Gotica Minora, die ältere Untersuchungen wieder aufgreift und in einen Gesamtzusammenhang stellt. Als Theologe gibt er außerdem ein Werk über christliche Dämonologie heraus.
In jüngerer Zeit erscheinen von ihm auch militärhistorische und wehrgeschichtliche Aufsätze.

## Schriften
- Zur Stellung des Tocharischen im Kreise der indogermanischen Sprachen, Kiel 1992. Signatur 16:TI 1930
- Bibliographia Gotica – 5th supplement, in: Mediaeval Studies 59, Toronto 1997. ISBN 0-88844-661-6
- Aspekte gotischer Syntax, Hamburg 2000. ISBN 978-3-935869-00-3
- Altpreußische Grammatik (Herausgeber und Autor eines Vorworts, ein weiteres Vorwort ist von William Schmalstieg; Buchautor ist Jānis Endzelīns/Jan Endzelin) 200 S., Reprint der Originalausgabe von 1944, mit einem Nachwort von Wolfram Euler, Hanau 2001, ISBN 978-3-935869-13-3
- Gotica Minora, Hanau u. a., ab 2002
- Bibliographia Gotica amplificata = Gotica Minora quinta, Darmstadt 2006. ISBN 978-3-935869-99-7
- Zur Sprache Keplers, in: Festgabe für Heinz-Günter Schmitz, Frankfurt 2003. ISBN 978-3-935869-07-2
- The Gothic Bible Studies in 20th Century USA, in: Filologia Germanica – Germanic Philology, Arezzo 2009. ISBN 978-88-8220-169-2
- A Gothic Fragment of the Old Testament Reidentified, in: ZfdA 141 (2012), S. 434–443 (mit Magnús Snædal). ISSN 0044-2518
- Der Comenianische Ductus - Gedanken zur Sprache des Comenius, DOI:10.13140/RG.2.2.16014.38724
- 350 Jahre wissenschaftliche Beschäftigung mit der 'Silberhandschrift, in: ZfdA 145 (2016), S. 158–175
- Letztmalig zur Heimkehrerliste des Ambrosianus D der gotischen Bibel, in: ZfdA 146 (2017; mit Magnús Snædal).
- Tradition im Zeitenwandel in: if – Zeitschrift für Innere Führung 1/2019. ISSN 0443-1243
- Gotisch ai und au aus neuer Perspektive (mit Magnús Snædal), in: Gotica Minora Decima, Aschaffenburg 2019. ISBN 978-3-935869-17-1
- Die Liederbücher der Bundeswehr im Spiegel der Political Correctness, in: treue Kameraden 5/2019
- Die Brüder Grimm und die gotische Sprache, 2 Bände (I: Jacob, II: Wilhelm), 2020/21
- Das Gotische und sein Alphabet, in: Antike Welt - Zeitschrift für Archäologie und Kulturgeschichte 6/21 ISSN 0003-570X